# Opernhaus Ljubljana

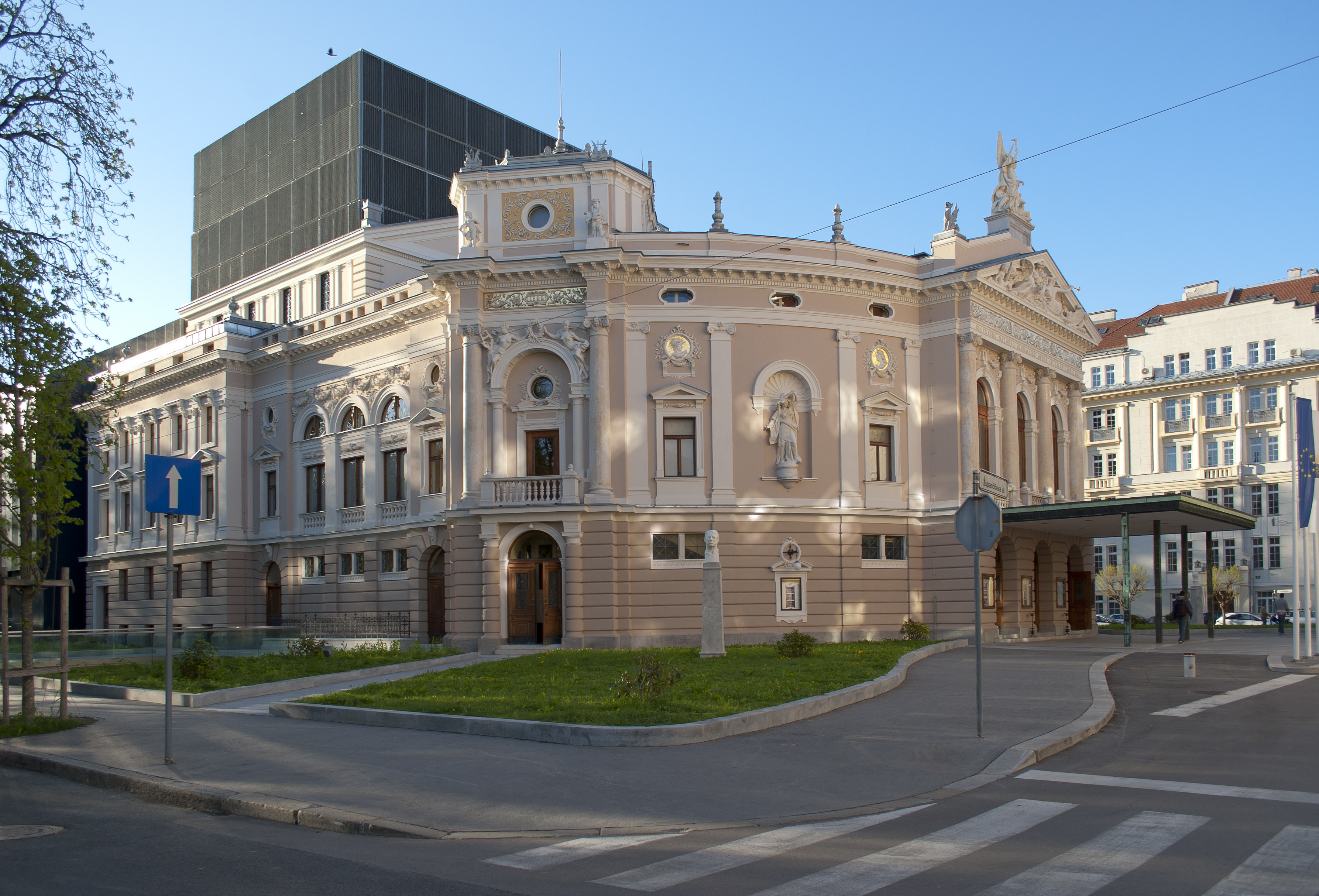
Opernhaus Ljubljana

Das Opernhaus Ljubljana ist ein im Stil der Neorenaissance errichteter Theaterbau im Zentrum von Laibach an der Kreuzung Cankarjeva cesta und Župančičeva ulica.
Es ist der Sitz des Slowenischen Nationaltheaters – Oper und Ballett Ljubljana (Oper Ljubljana).

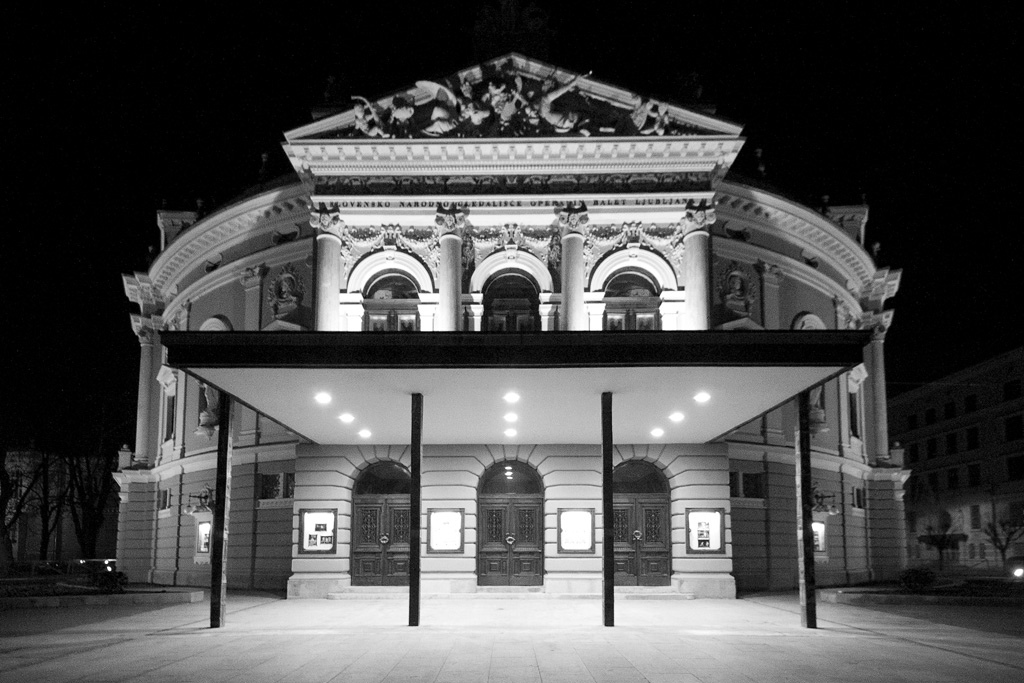
Oper Ljubljana bei Nacht

## Geschichte

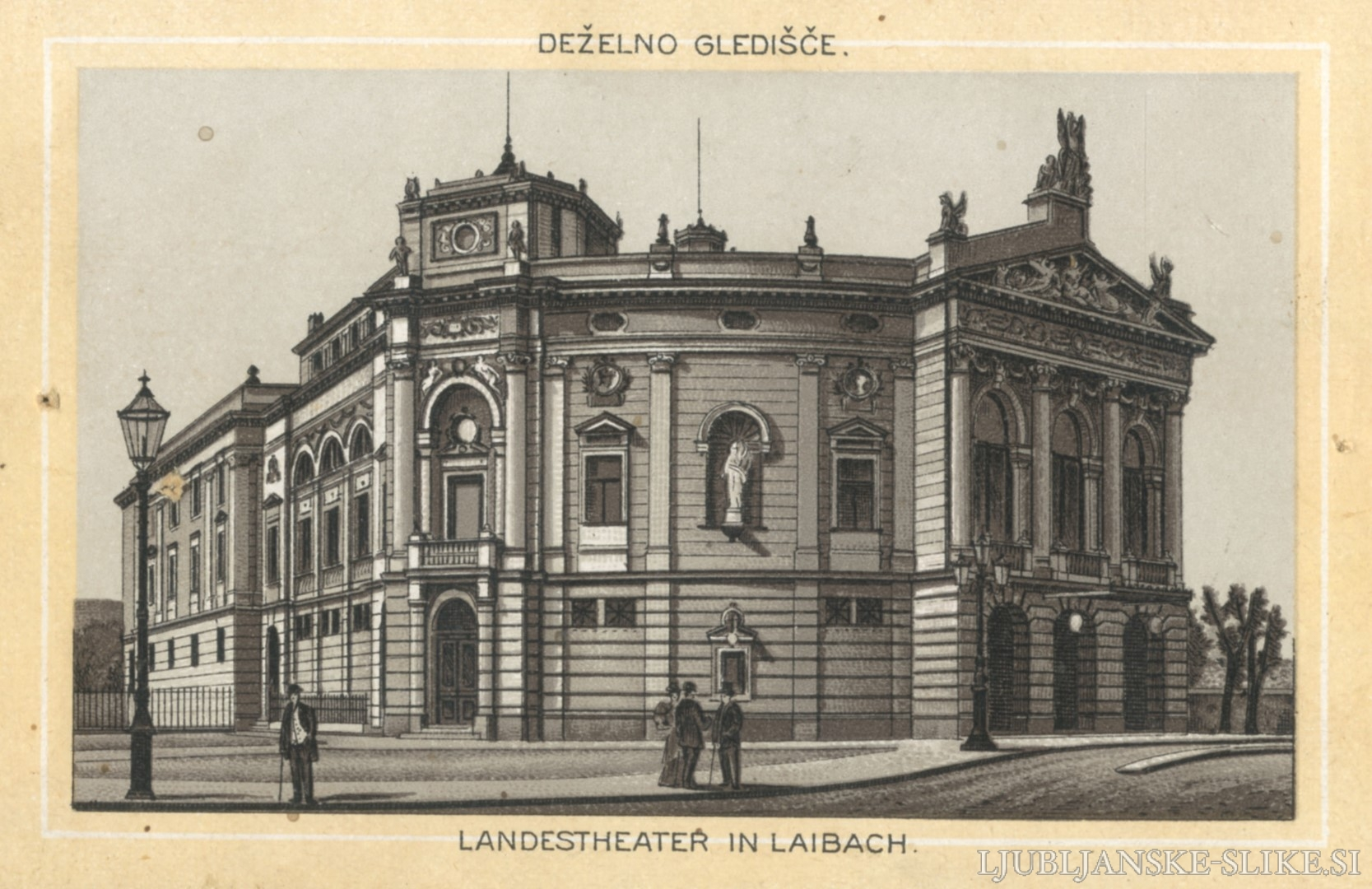
Landestheater Laibach 1895

Das Gebäude wurde zwischen 1890 und 1892 als Krainer Landestheater (Deželno gledališče) im Stil der Neorenaissance nach den Plänen der tschechischen Architekten Jan Vladimír Hráský und Anton Hruby erbaut. Bis zur Eröffnung des Deutschen Theaters (heutiges Schauspielhaus Ljubljana) im Jahr 1911 wurden im Opernhaus Aufführungen in deutscher und slowenischer Sprache angeboten.

## Architektur
Aufgrund von Bauschäden und Platzmangel wurde das Opernhaus bis 2011 saniert und durch einen modernen Anbau auf der Rückseite des ursprünglichen Gebäudes erweitert. Damit vergrößerte sich die Gesamtfläche von 3.500 auf 10.500 Quadratmeter.

## Statuen
In den Fassadennischen befinden sich Statuen, die Allegorien der Tragödie und Komödie darstellen. Das charakteristische äußere Erscheinungsbild des Gebäudes ist vor allem die reich verzierte Fassade mit ionischen Säulen über dem Eingang, die ein mächtiges Tympanon tragen. Statuen der Komödie und Tragödie sind in Nischen am Haupteingang aufgestellt. Über dem Tympanon steht die Allegorie des Genies mit Oper und Drama. Diese Statuen sind das Werk von Alojz Gangl.
An der Fassade des Gebäudes stehen Büsten der slowenischen Theaterpioniere Ignacij Borštnik (1858 bis 1919) und Anton Verovšek (1866 bis 1914). Beide Statuen sind das Werk des Bildhauers France Kralj. Außerdem befindet sich dort auch eine Statue von Julio Bettet (1885 bis 1963), einem slowenischen Bassisten, der von Stojan Batič mit Hilfe von Julijan Renko geschaffen wurde.